# Giorgio Cavazzano

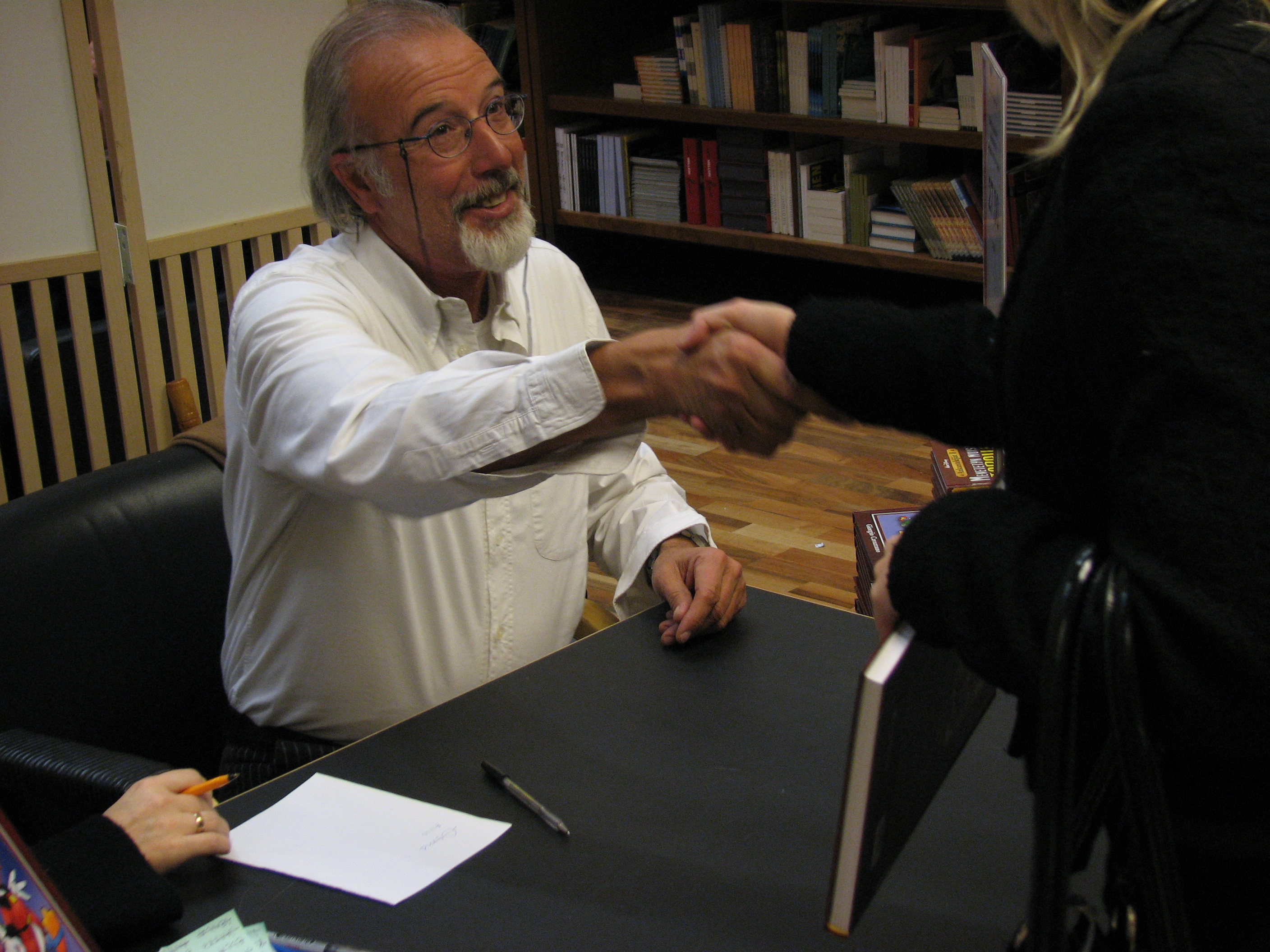
Giorgio Cavazzano

Giorgio Cavazzano nació en Venecia en el año 1947 y es un historietista cómico italiano. Comenzó su carrera a la edad de 14 años, como un colorista de Romano Scarpa. Hizo historietas de personajes de The Walt Disney Company como Mickey Mouse, Pato Donald, Scrooge McDuck y otros.
Su trabajo es reconocido por combinar la apariencia tradicional de los personajes de Disney con ilustraciones muy realistas de aparatos tecnológicos y máquinas. Este estilo tuvo gran influencia en la mayoría de los ilustradores de Disney de la nueva generación.
Ha recibido numerosos premios y reconocimientos por su trabajo en historietas. Además de trabajar para Disney, ha hecho otras historietas menos conocidas y ha trabajado en publicidad.

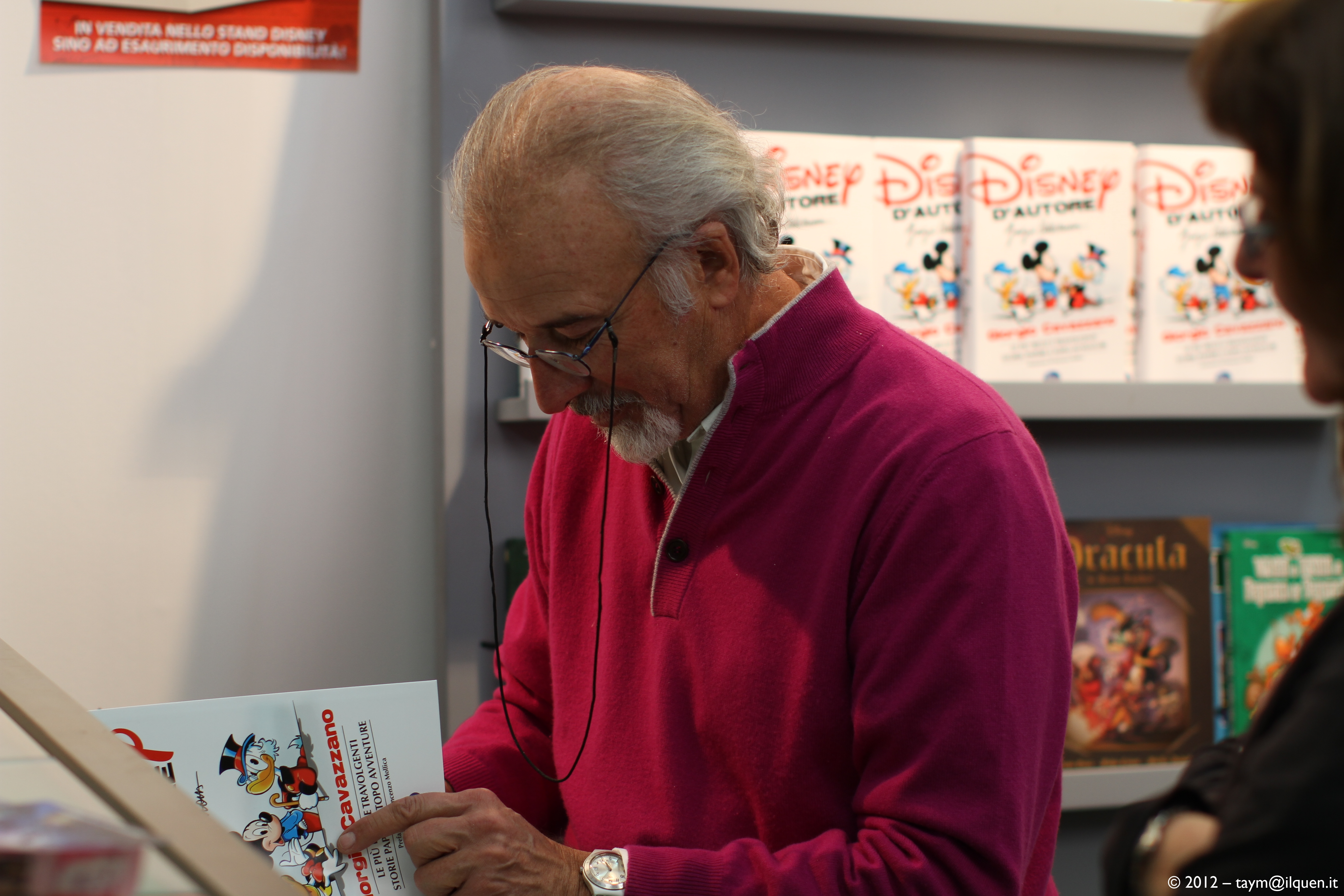
Giorgio Cavazzano en la edición del 2012 de la Feria de Luca.

- Datos: Q707925
- Multimedia: Giorgio Cavazzano / Q707925